# 빅토르 클라에손
빅토르 요한 안톤 클라에손(스웨덴어: Viktor Johan Anton Claesson, 1992년 1월 2일 ~ )은 스웨덴의 축구 선수로 현재 덴마크 수페르리가의 코펜하겐에서 미드필더로 활약하고 있다.

## 선수 경력

### 클럽
2008년 IFK 베르나모에서 프로 생활을 시작하여 2011년까지 74경기 29골을 터뜨리며 2010년 3부 리그 남부 지구 우승(리그 전체 우승) 및 2부 리그 승격에 기여했고 이후 2012년 스웨덴 1부 리그 명문팀인 IF 엘프스보리로 이적한 뒤 2016 시즌까지 178경기 45골을 기록하면서 2012 시즌 리그 우승, 2013-14년 스웨덴컵 우승, 2014년 스웨덴 슈퍼컵 준우승 등의 중추적인 역할을 수행했다.
그리고 2016 시즌을 마친 뒤 2017년 1월 25일 러시아 프리미어리그의 FC 크라스노다르로 이적하여 2시즌 연속 리그 3위(2018-19, 2019-20), 2시즌 연속 리그 4위(2016-17, 2017-18)의 성적에 기여했고 특히 팀이 리그 3위를 차지했던 2018-19 시즌에서 리그 12골로 득점왕을 거머쥐었으며 현재까지 크라스노다르 소속으로 127경기 40골을 기록 중이다.

### 국가대표팀
2012년 스웨덴 A대표팀 첫 합류한 이후 1월 23일 카타르와의 친선 경기에서 국제 A매치 데뷔골을 신고했다.
그리고 이듬해에 태국에서 열린 2013년 킹스컵에 출전하여 팀의 우승을 맛보았고 2018년 5월 2018년 FIFA 월드컵 본선 엔트리에 합류하여 4강에 올랐던 1994년 이후 24년만에 스웨덴의 월드컵 8강 진출에 힘을 실어주었다.
그 뒤 UEFA 유로 2020 본선 23인 엔트리에도 전격 합류했지만 팀은 16강전에서 우크라이나의 15년만의 메이저 대회 8강 진출의 희생양이 되고 말았다.

## 수상

### 클럽
IF 엘프스보리
- 알스벤스칸 : 우승 (2012)
- 스웨덴컵 : 우승 (2013-14)
- 스웨덴 슈퍼컵 : 준우승 (2014)

 FC 크라스노다르
- 러시아 프리미어리그 : 3위 (2018-19, 2019-20)

### 국가대표팀
스웨덴
- 킹스컵 : 우승 (2013)